# Alonso de Camargo
Alonso de Camargo (Reino de Castela, 1500 — Vice-Reino do Peru, Império Espanhol, 1546) foi um navegador espanhol do século XVI que no ano de 1539 comandou uma das três embarcações, de nome desconhecido e que posteriormente foi rebatizada de Incógnita, da expedição chamada Armada do Bispo de Plasencia — devido ao fato de ter sido financiada por esse clérigo — a mando do frei Francisco da Ribera, em nome do adelantado de Nova León, com o objetivo de povoar a Terra do Fogo e atingir o oceano Pacífico. Apesar de não ter atingido o primeiro objetivo, com a nau Incógnita de Camargo, supostamente se descobriu por acidente o arquipélago de Malvinas no início de 1540, as quais chamou islas de Sansón (ou ilhas de Sansão, em português) e também pode chegar à costa pacífica em meados do mesmo ano, logo após conseguir atravessar o estreito de Magalhães, para chegar ao Peru.
O navegador é o principal tronco da família dos Camargos no Brasil, uma vez que seu bisneto Jusepe Ortiz de Camargo zarpou da Espanha e desembarcou na Capitania de São Vicente, na costa brasileira, onde se casou e teve descendentes, formando uma grande família no início da colonização portuguesa no Brasil.

## Hístória

### Expedição à América do Sul

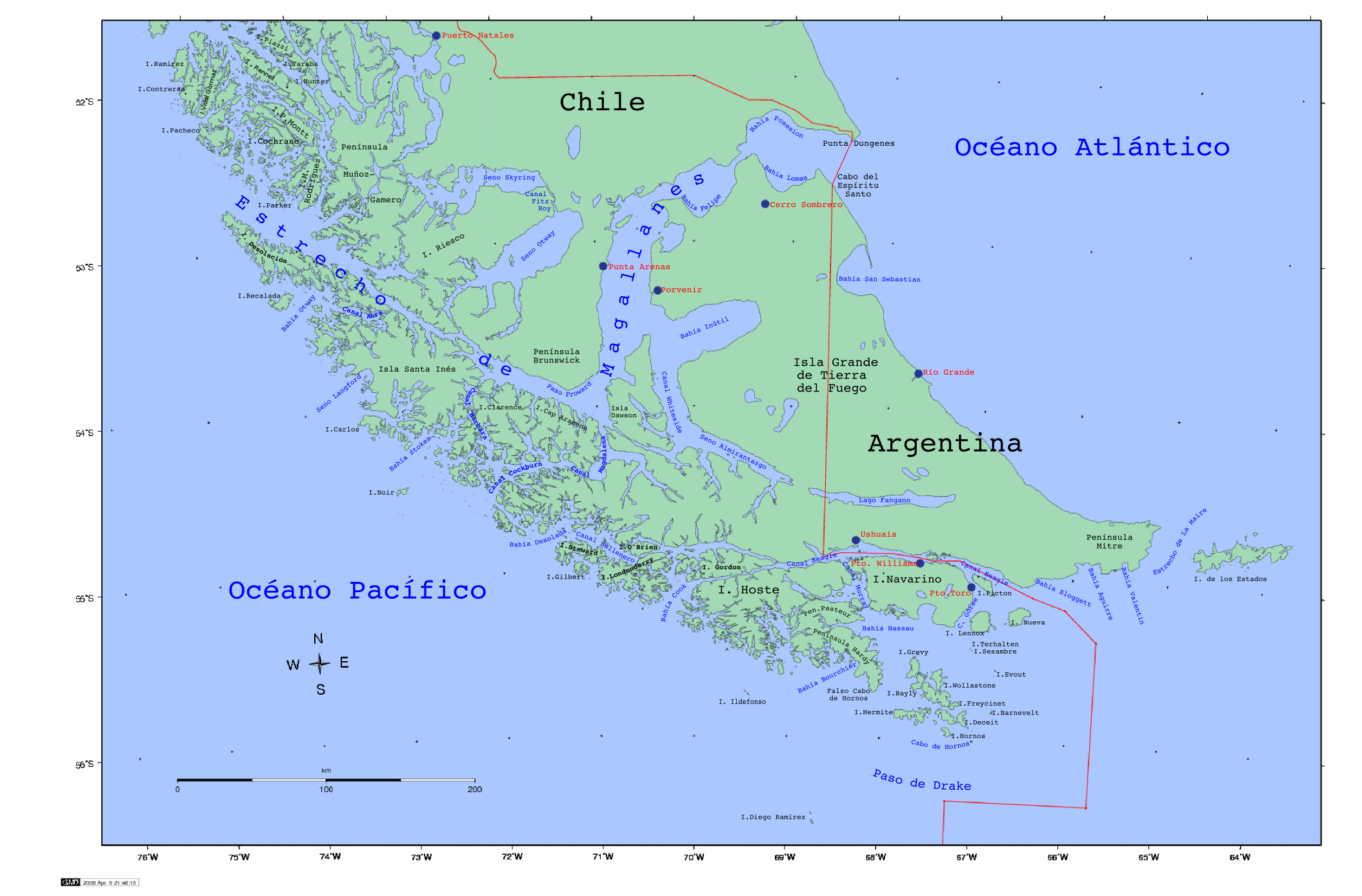
Estreito de Magalhães, que Alonso de Camargo conseguiu atravessar

Alonso de Camargo nasceu em parte incerta do Reino de Castela durante a Monarquia Católica por volta do ano de 1509, uma vez que houve união dinástica entre as Coroas de Aragão e Castela.
Camargo zarpou de Sevilha em agosto de 1539 com a expedição composta de três naus encomendada por frei Francisco de la Ribera, denominada adelantado de Nueva León, para explorar os passos do estreito de Magalhães e colonizar a Terra do Fogo. A expedição foi custeada por Gutierre de Vargas Carvajal (1506-1559), bispo de Plasencia.

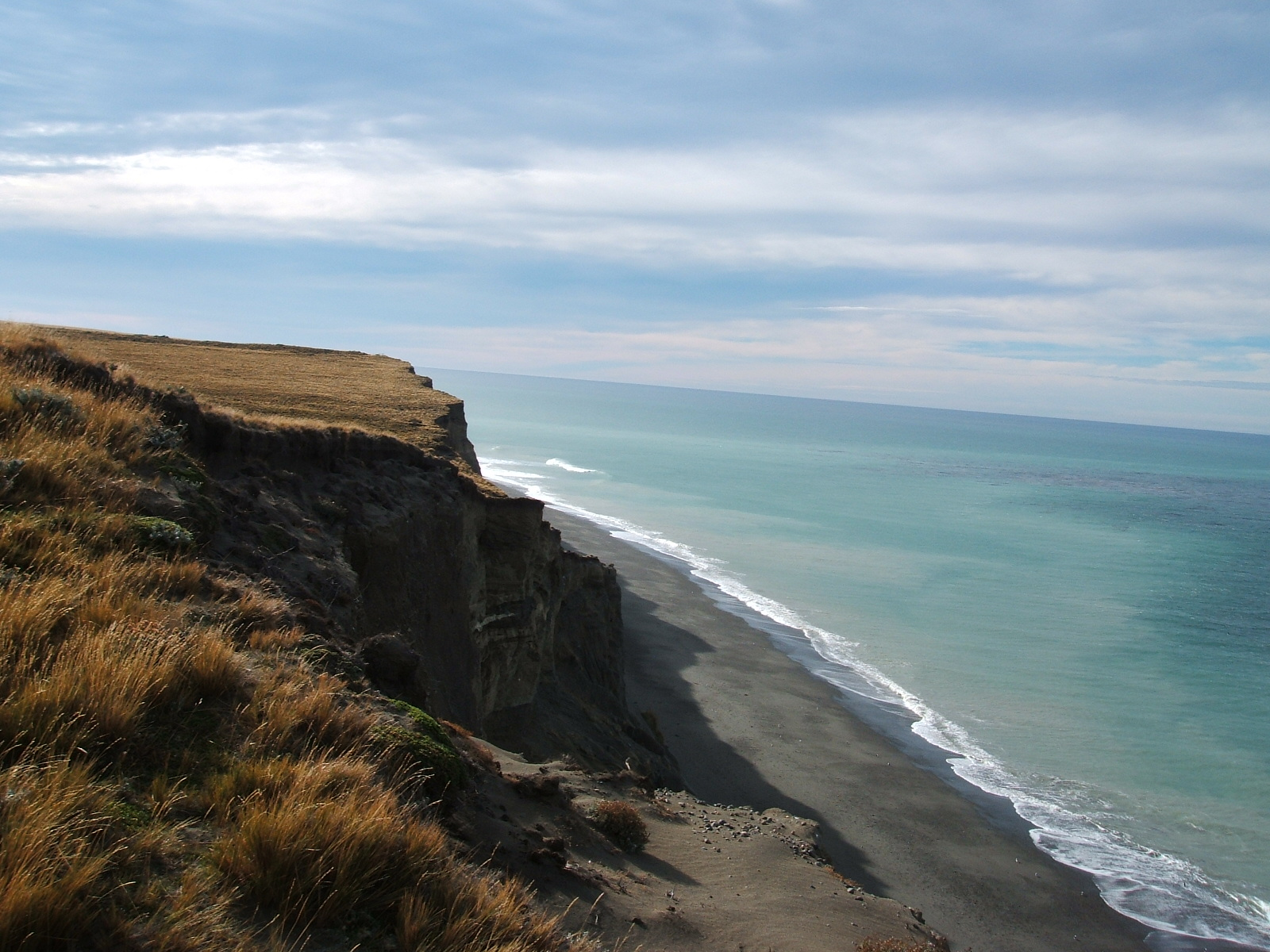
Cabo Vírgenes.

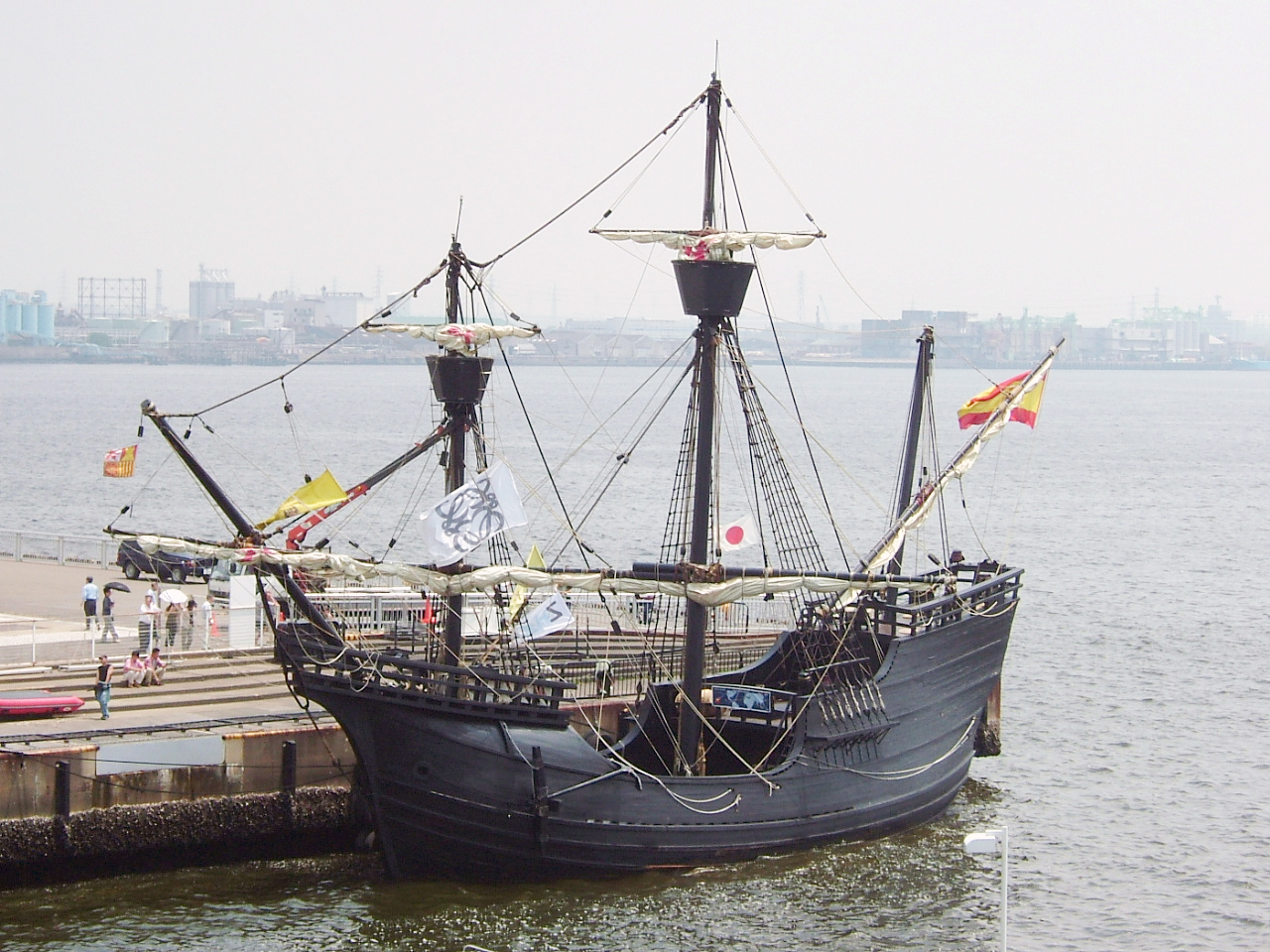
Réplica da nau Victoria, idêntica à que Fernão de Magalhães usou para atravessar o estreito en 1522, semelhante à nau Incógnita de A. de Camargo.

Ao avistar o cabo Vírgenes em 12 de janeiro de 1540, ancoraram ali as naus, porém uma ventania muito forte arrastou os barcos para mais de 60 léguas mar afora. A nau a mando de Alonso de Camargo chegou ao que se acredita ser o arquipélago das Malvinas.
A nau capitã de Francisco de la Ribera, ao entrar em 20 de janeiro no estreito, pode passar o primeiro estreitamento, mas ao chegar a segunda, com um mar muito agitado e uma ventania muito forte, esta se perdeu, salvando-se a tripulação, de aproximadamente uns 150 homens junto com Ribera, que conseguiu chegar à costa nas terras baixas, mas ficaram abandonados ao acaso nas margens continentais do estreito.
Os náufragos penetraram no território da Patagônia, tendo o capitão Sebastián de Argüello como seu líder, uma vez que o incipiente adelantado Francisco de la Ribera havia morrido pouco tempo antes. Sobre esses sobreviventes, diz-se sem qualquer evidência, terem sido os fundadores de uma cidade na Patagônia.
A outra nau que estava a mando de Gonzalo de Alvarado, um veterano do Plata, lutou durante dias contra o vento e contra as ondas, e depois de quebrar a âncora, ele foi forçado a passar seis meses no cabo Vírgenes, de onde retornou à Espanha em novembro de 1540.
A nau a mando de Alonso de Camargo, cujo nome foi perdido e que alguns historiadores passaram a chamar de Incógnita, conseguiu passar o estreito e avistar as costas do Chiloé, e também conseguiu chegar depois de 15 de agosto de 1540 à recém-fundada Arequipa (Peru).

### Participação na guerra civil entre conquistadores do Peru e morte
Desde sua chegada ao Peru, Alonso de Camargo tomou partido pelos realistas em defesa do Rei da Espanha, do qual a família Camargo era nobre defensora no contexto das guerras civis entre conquistadores. Em 1541, comandou o navio que transportou as forças de Pedro Álvarez Holguín para defender Arequipa de Diego de Almagro, o Moço, depois seguiu para Cuzco sob as ordens de Cristóbal Vaca de Castro, e estando em Chuquisaca junto com Diego Centeno, mataram Francisco de Almendras, que comandava ali em nome do rebelde Gonzalo Pizarro.
Em 1546, após inúmeras batalhas contra os rebeldes, foi derrotado por Francisco de Carvajal na batalha de Pocona, sendo feito prisioneiro pelos rebeldes. Carvajal o libertou, mas Camargo não se deu por vencido e, já em liberdade, conspirou contra ele e tentou matá-lo a facadas ao sair da igreja. Após isso, foi condenado à morte por conspiração.

### A lenda da cidade dos Césares
Acredita-se que os sobreviventes do naufrágio de uma das naus da expedição de Ribera foram os fundadores de uma cidade na região da Patagônia, a cidade dos Césares, também chamada Trapalanda ou Cidade Encantada. As histórias e lendas sobre os destinos desses náufragos começaram a correr pelo Chile, Buenos Aires e Tucumán. Houve ameríndios que asseguraram ter feito contato com Argüello e outros companheiros de frei Francisco.
Em 1589, o governador de Tucumán Juan Ramírez de Velazco toma testemunho de alguns índios que disseram ter visto o povo de Trapalanda em sua cidade maravilhosa. Dois marinheiros andaram pelo Chile reclamando de terem sido expulsos da "Cidade Encantada" em 1620. A verdade é que, historicamente, isso não foi provado.

### Descendência nas Américas
Segundo genealogistas, Alonso de Camargo é o bisavô paterno de Jusepe Ortiz de Camargo, natural de Castrojeriz, na Espanha, que migrou para a Capitania de São Vicente na colônia portuguesa nas Américas e tornou-se o tronco da família dos Camargos no Brasil. Este colonizador deixou descendentes na colônia, que possuíam fazendas de plantio de trigo e algodão. Pertencem à família Camargo muitos sertanistas descendentes do navegador espanhol, responsáveis pelo povoamento dos sertões brasileiros, na época do Brasil Colonial, especialmente da região Sudeste.